# Termas suburbanas (Herculano)

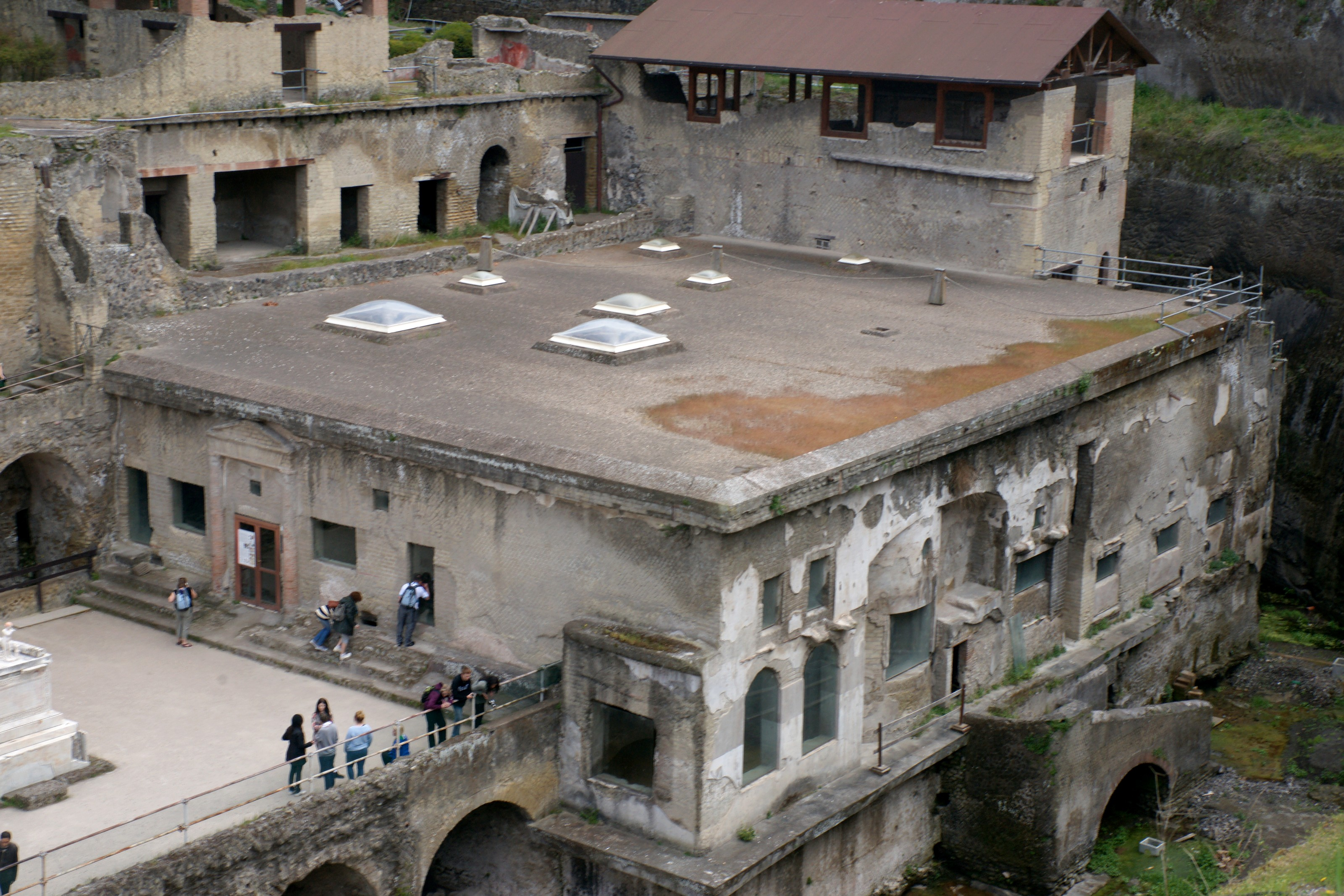
Complejo de las termas suburbanas.

Las Termas suburbanas son un complejo termal de época romana, sepultadas por la erupción del Vesubio en el año 79 y hallado tras las excavaciones arqueológicas en la antigua Herculano: de su género, son uno de los edificios termales mejor conservados de todo el Imperio romano.

## Historia y descripción
Las Termas suburbanas fueron construidas a principios del siglo I a instancias de Marco Nonio Balbo como regalo a la ciudadː el lugar elegido para su construcción fue el inmediatamente cercano a la costa, aprovechando en parte los antiguos muro de defensa que habían caído en desuso. Tras la restauración debida a los daños causados por el terremoto de Pompeya de 62, el complejo quedó sepultado bajo un manto de lodo debido a los flujos piroclásticos durante la erupción del Vesubio en el año 79: fue explorado a finales del siglo XVIII por arqueólogos mandados por  la Casa de Borbón-Dos Sicilias, a través de túneles, y solo salió a la luz a principios del siglo XX a instancias de Amedeo Maiuri. Gracias al uso de ladrillos y cemento, las termas sufrieron pocos daños durante el evento eruptivo, conservándose casi intactas en su totalidad.

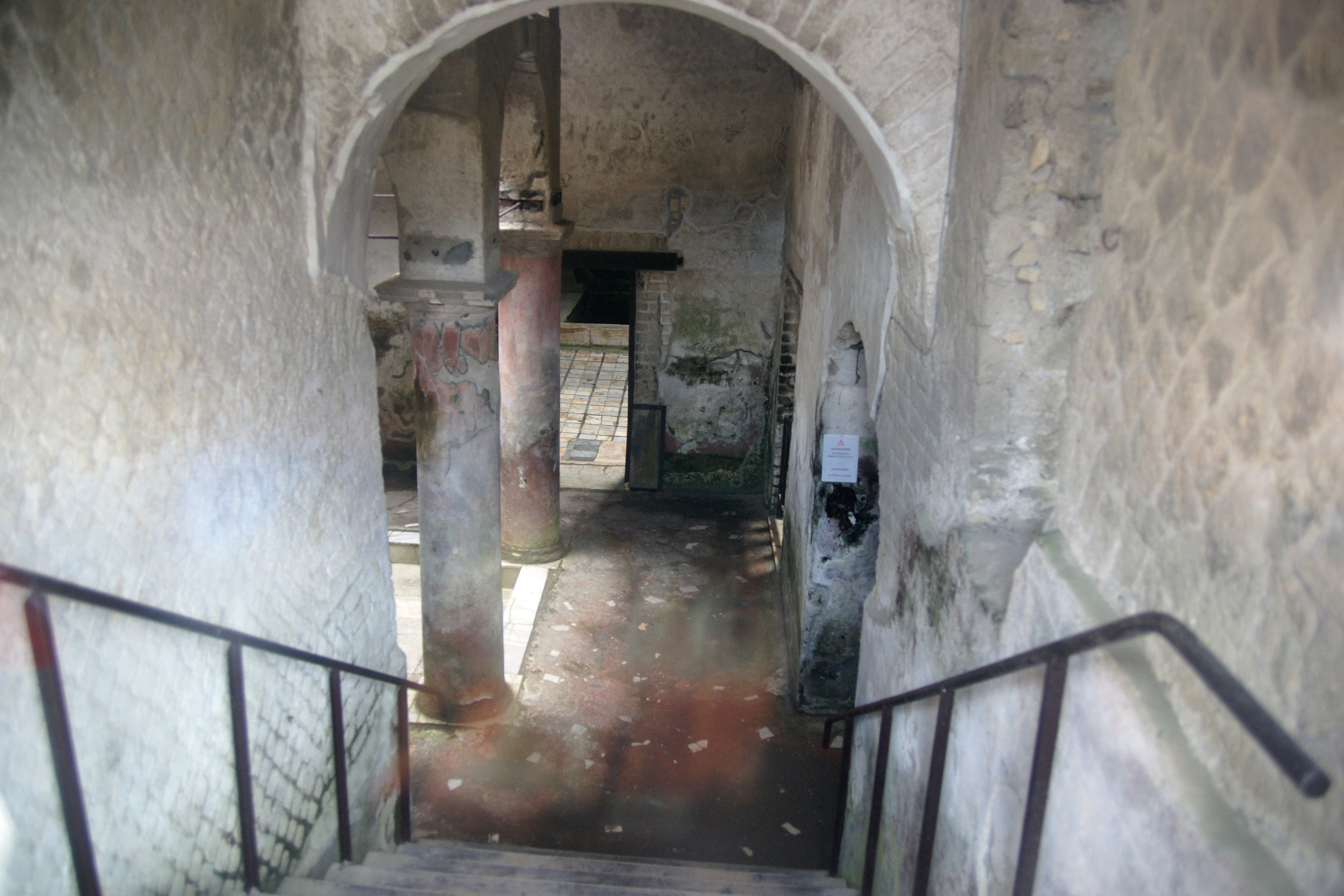
Escalera de acceso.

Las Termas suburbanas se caracterizan a lo largo de su perímetro por grandes ventanas, así como por ocho claraboyas colocadas en el techo para iluminar el interior  y en comparación con las Termas del Foro no estaban divididas en secciones femeninas y masculinas, sino que simplemente los dos sexos entraban en momentos diferentes, ya que disponían de una única instalación termal. Una vez pasada la entrada, marcada por dos lesenas coronadas por un tiímpano, y atravesando una escalinata recubierta de madera, se llega a un gran vestíbulo, con un impluvium central decorado con una herma de mármol representando a Apolo, utilizada como fuente, que vertía agua en un labrum: columnas que partían de los lados del impluvio y luego terminaban en un arco de medio punto. Desde el vestíbulo se puede acceder a todas las salas de las termas: está presidido por un pasillo que conduce directamente a la Casa del Relieve de Télefo  y dos pequeñas salas a ambos lados de la entrada con la tarea de regular el flujo de clientes, en particular, en la de la izquierda, se encontraron treinta y cinco baldosas estampadas, mientras que en la de la derecha, a su vez dividida en dos salas más pequeñas por un tabique, se encontraron ladrillos tubulares utilizados para el paso del vapor en los ambientes termales; también son característicos en el tabique algunos grafitos que recuerdan hechos ocurridos en las termas, listas de alimentos y frases eróticas. El vestíbulo también conduce a una pequeña sala con una caldera, retirada durante las exploraciones borbónicas, de la que queda el fondo de bronce, para calentar el caldarium y una sala probablemente utilizada para masajes: grandes ventanas permitían una vista directa de la playa. Las decoraciones son pilastras estucadas que sostienen un entablamento, sobre el que luego descansa la bóveda, así como pavimento de opus signinum. Del vestíbulo se pasa finalmente a las termas propiamente dichas: una sala se utilizaba a la vez como apoditerio y como frigidarium, completamente revestida de mármol pavonazzetto y las paredes con frescos en cuarto estilo caracterizados por paneles rojos y decoraciones con motivos arquitectónicos, así como una pequeña piscina para baños fríos.
El tepidarium tiene una bóveda cubierta de ladrillo, mientras que las paredes, a lo largo de las cuales se instalan bancos de mármol, están decoradas, separadas por pilastras, con altorrelieves de estuco, por ser más resistentes a la humedad y representar guerreros desnudos. Desde el tepidarium se accede tanto al caldarium cuya puerta de entrada aún conserva su hoja de madera y en la que se puede observar, además de paneles de estuco sobre un zócalo de mármol la forma del labrum en el barro solidificado, tras ser arrastrado por la furia eruptiva, que luego fue devuelto a su posición original en la parte absidal de la habitación, que da a una sala, con techo abovedado y paredes estucadas, en la que hay una gran piscina climatizada apoyada sobre suspensura; esta sala conduce al laconicum, de planta circular con cúpula cónica, cuya única decoración es un mosaico que representa un cráter envuelto en un racimo de uvas.